# Челибидаке, Серджу
Серджу Челибидаке (рум. Sergiu Celibidache; 28 июня 1912, Роман — 14 августа 1996, близ Парижа) — немецкий дирижёр румынского происхождения.

## Биография
Челибидаке родился в городке Роман в Румынии. Начал занятия музыкой с фортепиано, затем получил музыкальное, философское и математическое образование в Бухаресте, а позднее — в Париже. Очень большое воздействие на его жизнь оказало знакомство с Мартином Штайнке, который, будучи знаком с буддизмом, серьёзно повлиял на отношение Челибидаке к жизни.

## Карьера
Учился в Берлинской Высшей школе музыки у Вальтера Гмайндля (дирижирование), Хуго Дистлера (контрапункт) и Хайнца Тиссена (композиция). В 1945—1946 гг. возглавлял Симфонический оркестр Берлинского радио. Одновременно 29 августа 1945 года дебютировал, практически без подготовки, с Берлинским филармоническим оркестром (после того как шестью днями ранее погиб только что назначенный руководителем оркестра Лео Борхард) и в дальнейшем до 1952 г. исполнял обязанности его главного дирижёра. Впоследствии работал с оркестрами Стокгольмского, Штутгартского и Парижского радио. В 1970 году ему присудили датскую премию Леони Соннинг. В период с 1979 года и до самой смерти Челибидаке являлся музыкальным руководителем Мюнхенского филармонического оркестра. Он регулярно преподавал в Университете Майнца в Германии, а также, в 1984 году, в Кёртисовском институте музыки в Филадельфии. На протяжении всей своей жизни Челибидаке придавал огромное значение преподавательской деятельности, и зачастую его курсы были бесплатными для всех желающих.
Челибидаке скончался в 1996 году в возрасте 84 лет в Ля Нёвиль-сюр-Эссонн, в округе Питивье вблизи Парижа.

## Стиль
Подход Челибидаке к музыке зачастую характеризуется не столько его действиями, сколько его бездействием. Например, широко обсуждалось «нежелание» Челибидаке делать звукозаписи, при том что на большинстве его концертов записи всё же производились, а многие из них с согласия членов его семьи были выпущены после его смерти на крупнейших лейблах, таких как EMI и Deutsche Grammophon. Тем не менее Челибидаке уделял мало внимания этим записям, рассматривая их лишь как побочные продукты своих выступлений с оркестром.
Вместо этого Челибидаке концентрировался на создании на каждом концерте оптимальных условий для того, что он называл «трансцендентным опытом». Некоторые аспекты дзэн-буддизма, такие как «каждая встреча единственна», оказали на него очень сильное влияние. Он считал крайне маловероятным возникновение музыкального опыта при прослушивании записей и по этой причине избегал их.
Челибидаке был известен продолжительным репетиционным процессом с оркестрами. Очень часто упоминается такая черта его концертов, как более медленный темп, чем тот, что считается нормой, а в быстрых пассажах его темпы зачастую были быстрее, чем ожидаемые.
Примечательными являются сделанные им в Мюнхене записи Бетховена, Брамса, Брукнера, Шумана, Баха, Форе, а также ряд «живых» выступлений с Лондонским симфоническим оркестром и Симфоническим оркестром Штутгартского радио.

## Признание
Введён в Зал славы журнала Gramophone .